# Mirontsi
Mirontsi – miasto na Komorach, na wyspie Anjouan. W 2003 roku liczyło 8 790 mieszkańców. Stanowi ośrodek przemysłu spożywczego.